# Hartmut Weule
Hartmut Weule (* 1. Oktober 1940 in Bitterfeld) ist ein deutscher Verfahrensingenieur und emeritierter Professor am Institut für Werkzeugmaschinen und Betriebstechnik (wbk) des Karlsruher Instituts für Technologie (vormals: Universität Karlsruhe).

## Werdegang
Weule studierte von 1960 bis 1967 Maschinenbau, Fachrichtung Feinwerk- und Regelungstechnik an der Technischen Universität Braunschweig. Nach Stationen bei der Daimler-Benz AG in Sindelfingen wurde er 1982 Professor an der Universität Karlsruhe. Er kehrte 1990 für sieben Jahre als Vorstand „Forschung und Technik“ zur Daimler-Benz AG zurück. Ab 1997 arbeitete er wieder als Professor und Institutsleiter des wbk an der Universität Karlsruhe. Er baute dort das International Department der Universität Karlsruhe mit englischsprachigen Studiengängen des Maschinenbaus und Elektrotechnik auf. Im Jahr 2000 initiierte er mit Hans-Werner Hector und Friedrich Hirsch das Hector-Seminar. 2005 erhielt Weule das Verdienstkreuz 1. Klasse des Verdienstordens der Bundesrepublik Deutschland. 2006 erfolgte die Ernennung zum Akademischen Ehrenbürger.